# Martin PBM Mariner
Martin PBM Mariner hlídkový bombardovací létající člun (v pozdější verzi i obojživelný letoun) z období 2. světové války a z počátku studené války. Letoun byl navržen, aby ve službě doplňoval stroje Consolidated PBY Catalina. Letoun byl používán i v protiponorkové službě, jako pátrací a záchranný letoun (SAR) a i jako transportní letoun. Celkem bylo postaveno 1 366 strojů, přičemž první z nich vzlétl 18. února 1939 a do služby letoun vstoupil 1. září 1940. Mariner patřil k nejvýznamnějším hydroplánům použitým ve 2. světové válce. Do služby vstoupil na bojišti v Atlantiku a od roku 1944 i v Pacifiku.

## Vývoj a popis
V roce 1937 námořnictvo Spojených států vzneslo požadavek na nový hlídkový bombardér, který bude „větší, silnější a důstojnější nástupce“ letounů Catalina. Společnosti Consolidated, Sikorski i Martin soustředily svou pozornost na vývoj čtyřmotorových hydroplánů. V roce 1937 společnost Glenn L. Martin Company však navrhla i nový dvoumotorový létající člun, označený v rámci společnosti Model 162, který měl navázat na letoun Martin P3M a doplňovat letouny PBY Catalina. Letoun měl být celokovový, s obzvláště hlubokým trupem, který byl dole širší než nahoře. Nejneobvyklejší však bylo použití lomeného křídla, které umožňovalo umístění motorů co nejvýše nad vodní hladinou kvůli vodní tříšti při startu a přistání.

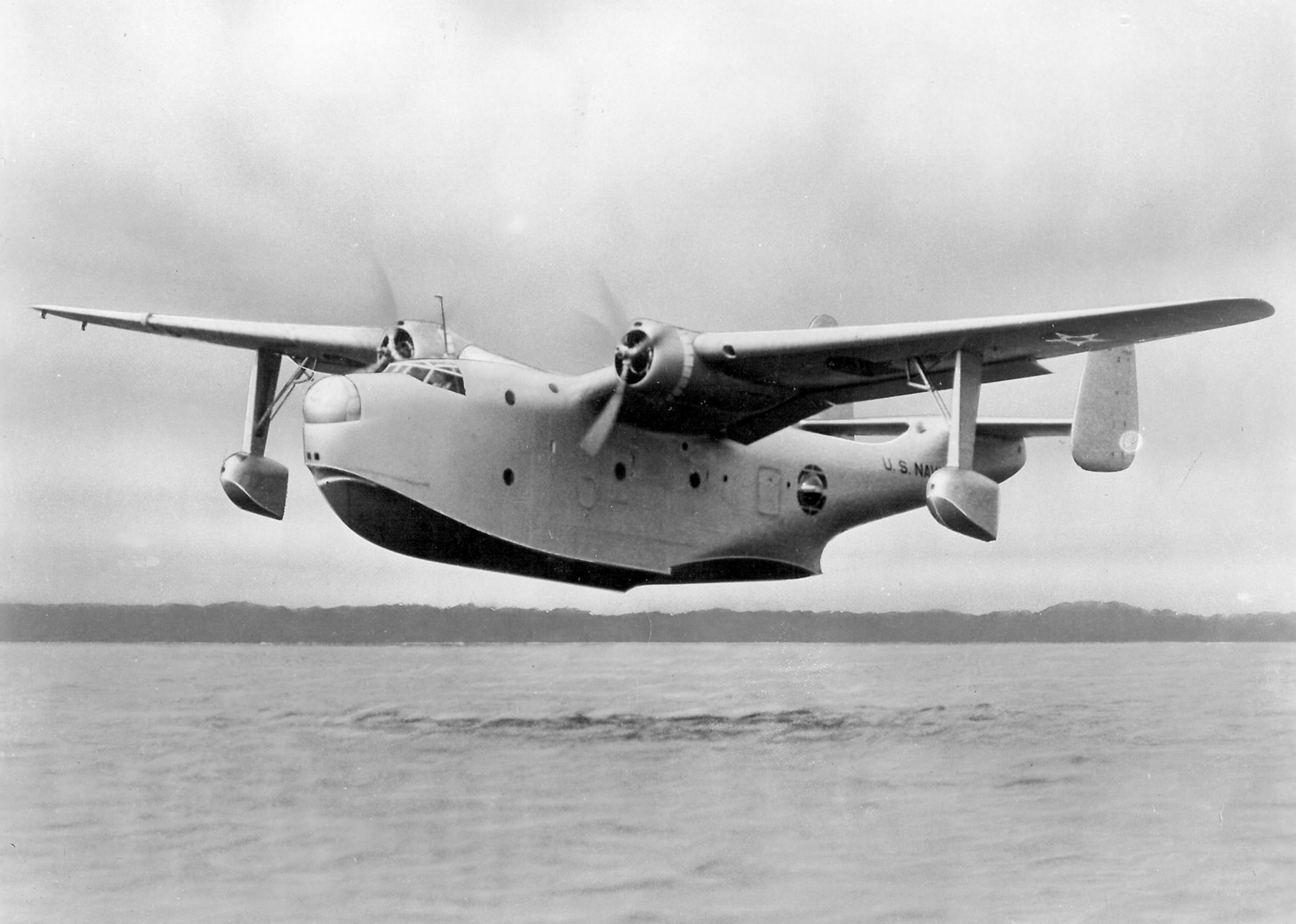
Prototyp XPBM-1 s původními plováky. Za povšimnutí stojí i odlišné ještě „klasické“ ocasní plochy.

Společnost obdržela objednávku na jeden prototyp XPBM-1 (X – Experimental (experimentální), P – Patrol (hlídkový), B – Bomber (bombardér), M – Martin) 30. června 1937. Pro vyzkoušení celkového konceptu letounu, společnost Martin postavila létající model v měřítku 3/8 oproti skutečné velikosti. Letoun označený Martin 162A „Tadpole Clipper“ pilotoval jeden člen posádky, byl poháněn jedním motorem Chevrolet s výkonem 120 k (90 kW) a poprvé vzlétnul v prosinci 1937. Postavení takového modelu bylo na svou dobu velice neobvyklé, a zkušenosti s tímto modelem vedly k tomu, že námořnictvo objednalo první sérii 20 letounů PBM-1 více než rok předtím, než vůbec poprvé vzlétnul prototyp XPBM-1. První letoun XPBM-1 (BuNo 0796) poprvé vzlétl až 18. února 1939.
Létající člun XPBM-1 byl jednoplošník se zalomeným křídlem (tzv. „racek“). K jeho obraně sloužilo 5 pět kulometů ráže 12,7 mm umístěných ve střeleckých věžích na přídi a hřbetě letounu a ve střelištích na ocase a bocích letounu. Bylo uvažováno i o umístění leteckého kanónu ráže 20 mm místo kulometu na nose letounu. Dvojice pumovnic byla umístěna v prodloužených gondolách motorů pod křídly. Letoun byl poháněn dvojicí motorů Wright Cyclone R-2600-6 s výkonem 1600 k (1193 kW), které poháněly třílisté vrtule. Letoun byl navržen, aby mohl nést 1814 kg (4000 liber) bomb nebo hlubinných pum. Letoun byl vybaven dvojicí sklopných přistávacích stabilizačních plováků pod křídly, které se sklápěly směrem dovnitř jako u letounů Catalina. Na rozdíl od sériových strojů, které měly vodorovné ocasní plochy s charakteristickým vzepětím, měl prototyp ještě klasické zdvojené svislé ocasní plochy bez vzepětí. Během testování bylo zjištěno, že letová charakteristika letounu je dobrá. Problémy byly jen s ocasní částí, které byly vyřešeny již zmíněným vzepětím vodorovných ocasních ploch ve stejném úhlu, jako byla vnitřní část lomeného křídla. Svislé dvojité ocasní plochy zůstaly v úhlu 90° k vodorovným plochám, a tak získaly ono charakteristické sklopení k ose letounu.

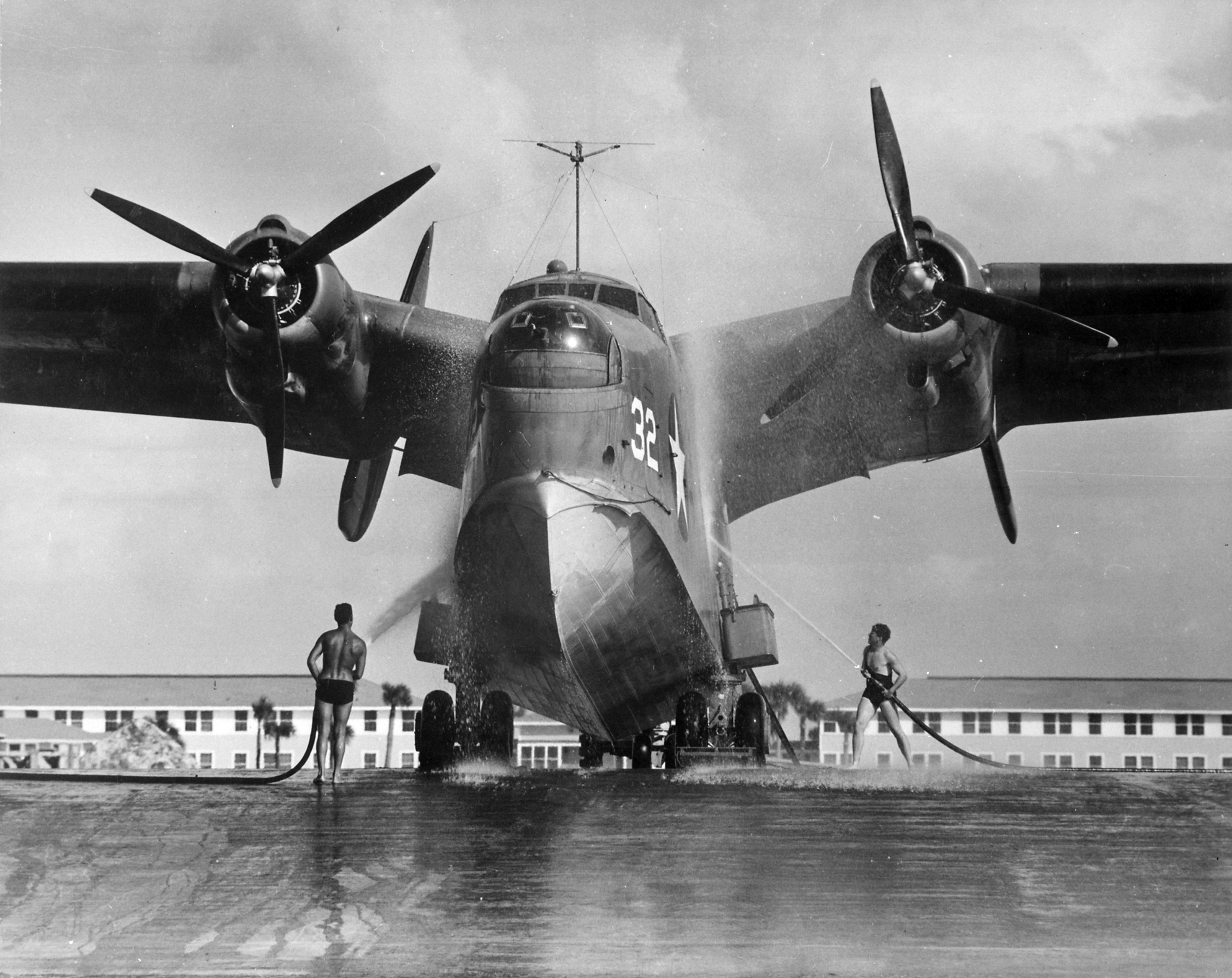
Letoun Mariner na námořní letecké základně Banana River, Florida (USA) v roce 1943.

Objednávka na prvních 20 sériových letounů PBM-1, byla podepsána již 18. prosince 1937. Tato verze měla stejné motory jako prototyp. Největší odlišností bylo použití jiných ocasních ploch s charakteristickým vzepětím.
Ještě během výroby byl druhý sériový PBM-1 (BuNo 1247) upraven na prototyp XPBM-2. Tento letoun mohl nést větší náklad pum na delší vzdálenost. Měl přidané palivové nádrže a zesílený trup, protože měl startovat z obrovského katapultu na lodi. Tato verze se však sériové výroby nedočkala.
První opravdu masově vyráběnou verzí byla verze PBM-3, která byla objednána námořnictvem v listopadu 1940. Tato verze byla poháněna motory Wright Cyclone R-2600-12 s výkonem 1700 k (1268 kW), které byly posunuty více dopředu a pod krytem motoru byl umístěn i chladič oleje. První letouny PBM-3 byly poháněny třílistými vrtulemi, pozdější letouny měly čtyřlisté vrtule. Mezi nejvýznamnější změny oproti typu PBM-1 patřily pevné plováky namísto sklopných, prodloužené pumovnice v gondolách motorů a zlepšené pancéřování pro posádku. Letouny PBM-3 měly i nové střelecké věže, nově byla přidána i střelecká věž na ocas letounu místo původního střeliště a změnily se i boční střeliště. Verze PBM-3 měla i několik dalších variant.
První z nich byla varianta PBM-3C, která měla věže s dvojicí kulometů ráže 12,7 mm ve věžích na nose a hřbetě letounu (počet kulometů tak vzrostl z 5 na 7). Po jednom kulometu měla v ocasní věžičce a na bocích letounu. Letoun měl i vylepšené pancéřování a některé stroje měly pod rozměrným krytem nad kabinou pilotů radar APS-15. Další variantou byla PBM-3D, která byla vybavena výkonnějšími motory Wright Cyclone R-2600-22 s výkonem 1900 k (1417 kW), bombardovacím zaměřovačem Norden, vylepšeným pancéřováním a samotěsnicími palivovými nádržemi. Počet kulometů byl zvýšen na 8 (3×2 ve střeleckých věžích a 2×1 v bočních střelištích). Letoun mohl nést až 8000 liber (3629 kg) v pumovnicích v motorových gondolách nebo dvě torpéda, která byla upevněna pod křídly mezi trupem a gondolami motorů. Další byla transportní varianta PBM-3R s odstraněnou výzbrojí, nákladovými dveřmi a zesílenou podlahou. Tato varianta byla poháněna motory Wright Cyclone R-2600-12 a mohla přepravovat až 33 pasažérů. Jinou variantou byl PBM-3S určený pro boj proti ponorkám. Aby byl zvětšen dolet této varianty (až o 25%) muselo být zredukováno pancéřování a obranná výzbroj. Hřbetní věž byla zcela odstraněna, přední a ocasní věž byla nahrazena jednoduššími kulometnými střelišti, přičemž na nose zůstaly dva kulomety a na ocase jeden kulomet. Rovněž kulomet na pravé straně trupu byl odstraněn, levý kulomet byl ponechán. Letouny byly poháněny motory Wright Cyclone R-2600-12 s výkonem 1700 k (1268 kW).
Další plánovaná verze PBM-4 poháněná motory Wright R-3350 s výkonem 2700 k (2015 kW) nebyla nakonec postavena.

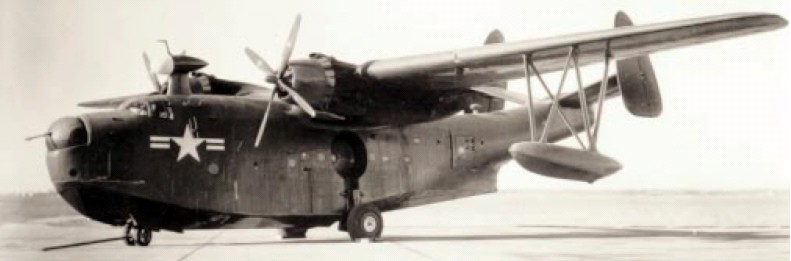
Obojživelný PBM-5A se zatahovatelným podvozkem v roce 1949.

Poslední verzí vyráběnou ve velkých počtech byla verze PBM-5. Tyto letouny byly poháněny dvojicí hvězdicových motorů Pratt & Whitney R-2800-34 s výkonem 2100 k (1566 kW), které poháněly nejprve třílisté hliníkové vrtule a později čtyřlisté ocelové vrtule. První letoun vzlétl v květnu 1943 a první sériový stroj byl dodán v září 1944. Některé stroje byly upraveny i pro starty s pomocnými raketovými motory (JATO). Stejně jako předchozí verze i tato měla několik dalších variant. Byly to varianty PBM-5E pro testování elektronické výbavy letounů, PBM-5G určený pro pobřežní stráž Spojených států, PBM-5M pro sledování zkoušek raket, PBM-5N pro operace za každého počasí a protiponorkový PBM-5S vybavený silným světlometem.
Poslední vyráběnou variantou byl letoun PBM-5A, který byl na rozdíl od předchozích obojživelný. Předchozí verze a varianty byly vybaveny pojíždějícími kolečky, která umožňovala pojezd letounu po ploše po vytažení z vody, ale nikoliv přistání. PBM-5A byl vybaven zatahovacím podvozkem příďového typu, který umožňoval i přistání na klasickém letišti.

## Operační historie

### Námořnictvo Spojených států

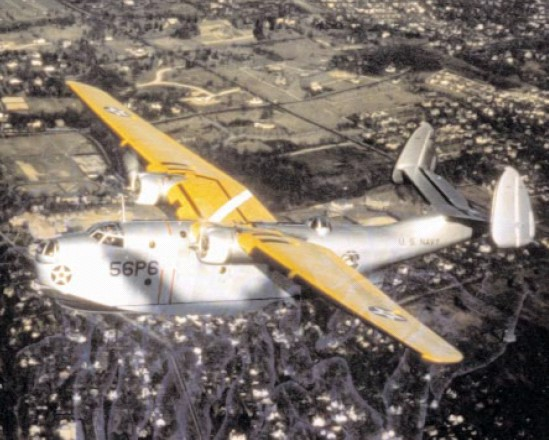
PBM-1 náležící k letce VP-56 v roce 1940.

První letouny PBM-1 začaly být dodávány k 55. hlídkové letce (VP-55) US Navy v říjnu 1940 a k letce VP-56 v prosinci 1940. Před vypuknutím 2. světové války byly letouny PBM používány (společně s letouny PBY) jako tzv. „neutralitní hlídky“ nad Atlantským oceánem, což zahrnovalo operace z Islandu. Drsné zimy na Islandu však letounu příliš nesvědčily, a proto byla letka VP-74 přemístěna v lednu 1942 z Islandu na Bermudské ostrovy.
Po japonském útoku na tichomořskou základnu v Pearl Harboru začaly být letouny PBM používány k protiponorkovému hlídkování. Svou první německou ponorku U-158 potopil letoun 30. června 1942. Letouny PBM se zcela nebo částečně podílely na potopení 10 ponorek během celé druhé světové války. Letouny PBM byly rovněž intenzivně používány na tichomořském bojišti, přičemž působily ze základen na Saipanu, Okinawě, Iwodžimě a v jihozápadním Tichomoří. Pro toto bojiště byly určeny letouny PBM-3D. První z nich byly námořnictvu dodány na podzim 1943 a do akcí v Tichomoří zasáhly na počátku roku 1944. Letouny PBM-3S byly určeny pro službu v Atlantiku, a to hlavně pro ochranu Panamského průplavu. Některé z těchto letounů byly v roce 1944 předány k pobřežní stráži Spojených států, kde sloužily i po skončení války.
Marinery sloužily i jako pátrací a záchranné stroje (SAR) a to velmi úspěšně. Mnohokrát se jim podařilo z moře zachránit sestřelené letce a jiné trosečníky, a to často i pod nepřátelskou palbou.
Letouny PBM pokračovaly ve své službě v rámci US Navy i po skončení války. Prováděly například dlouhé hlídkové lety během války v Koreji. Pokračovaly ve své službě v první linii až do jejich nahrazení jejich přímým následovníkem, kterým byl letoun P5M Marlin. Poslední letka US Navy, která vyřadila tyto letouny ze svého stavu k 31. červenci 1956, byla 50. hlídková letka (VP-50).

### Pobřežní stráž Spojených států

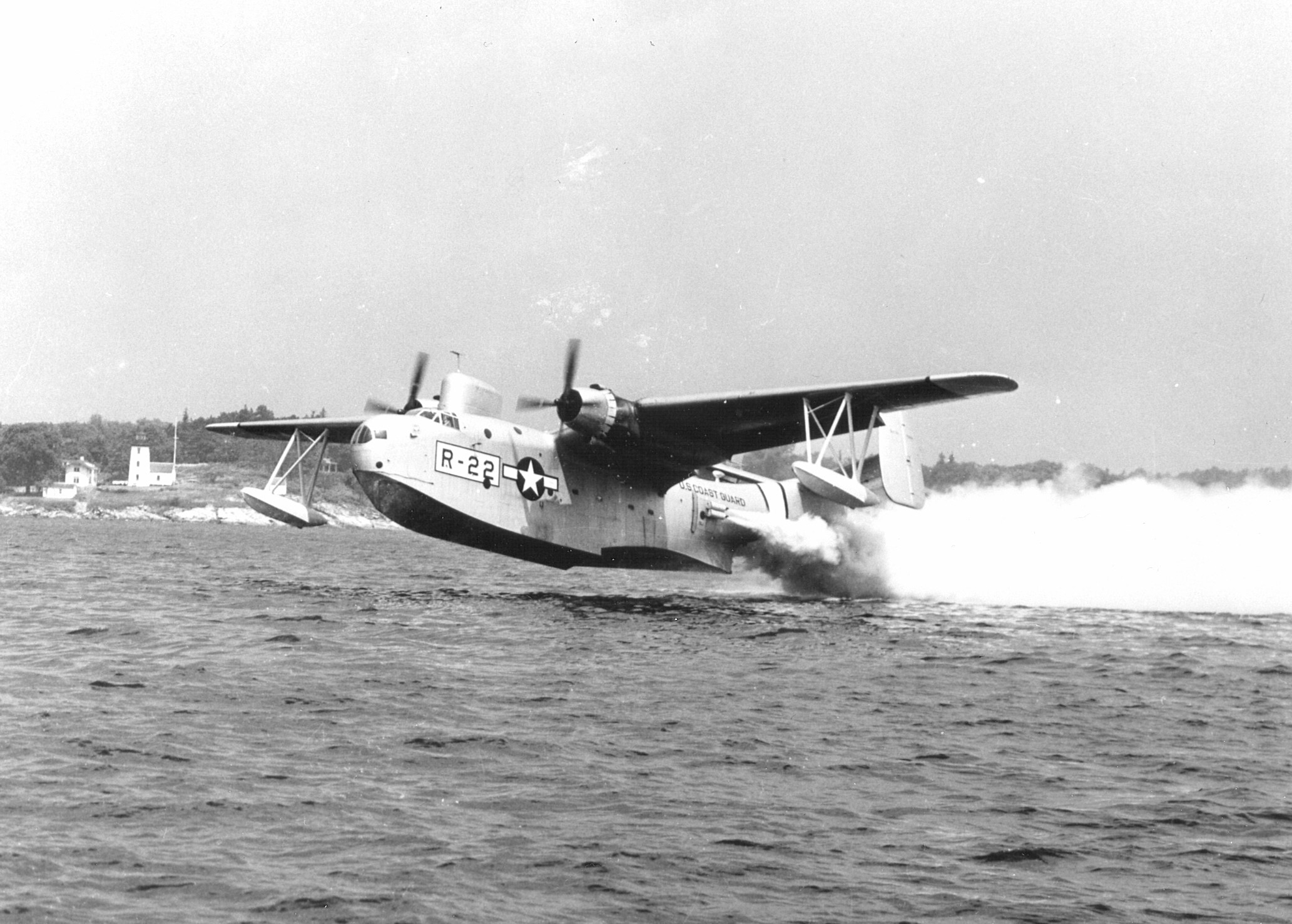
Mariner pobřežní stráže Spojených států startuje z vodní hladiny na použití pomocných raketových motorů.

Pobřežní stráž Spojených států obdržela 27 letounů Martin PBM-3 během první poloviny roku 1943. Na konci roku 1944 obdržela i 41 letounů verze PBM-5 a další byly dodány v polovině roku 1945. Deset jich stále sloužilo i v roce 1955, ale do roku 1958 byly všechny staženy z aktivní služby a v tom roce byl poslední stroj vrácen zpět námořnictvu Spojených států. Tyto létající čluny byly klíčové pro pátrací a záchranné akce (SAR) na dlouhé vzdálenosti americké pobřežní stráže v prvních poválečných letech až do dodání letounů P5M Marlin a HU-16 Albatross v polovině 50. let 20. století.

### Spojené království a Austrálie
Britské královské letectvo (RAF) získalo 32 upravených strojů PBM-3C pod označením Mariner G.R. Mk 1 na základě smlouvy o půjčce a pronájmu. První z nich se dostaly do Británie v srpnu 1943. Ale již v roce 1944 se 5 z nich vrátilo k US Navy. Dalších 12 letounů PBM-3R bylo předáno Královskému australskému letectvu (RAAF) jako transportní letouny pro přepravu jednotek a nákladu.

### Nizozemsko
Nizozemské královské námořnictvo získalo 17 letounů PBM-5A Mariner na konci roku 1955 pro službu na nizozemské Nové Guineji. Po sérii nehod však byly letouny staženy ze služby v prosinci 1959.

## Dochované exempláře
- Letoun PBM-5A US Navy (BuNo 122071) je jediným dochovaným exemplářem letounu Mariner. Je zapůjčen z Národního leteckého a vesmírného muzea (National Air and Space Museum) ve Washingtonu a je v současné době vystaven v muzeu Pima Air & Space Museum poblíž letecké základny Davis-Monthan v Tucsonu, stát Arizona.[15] Letoun sloužil v rámci US Navy mezi roky 1948 a 1956 a je opatřen nátěrem 21. transportní letky (VR-21) s označením RZ 051.[15]
- Mimo jediného dochovaného letounu Mariner existuje i letoun PBM-5 (BuNo 59172), který leží na dně jezera Washington několik mil od Seattlu. Havaroval 6. května 1949 a po několika neúspěšných pokusech o vyzdvižení nyní slouží jako tréninkový objekt pro potápěče.[16][17]

## Varianty

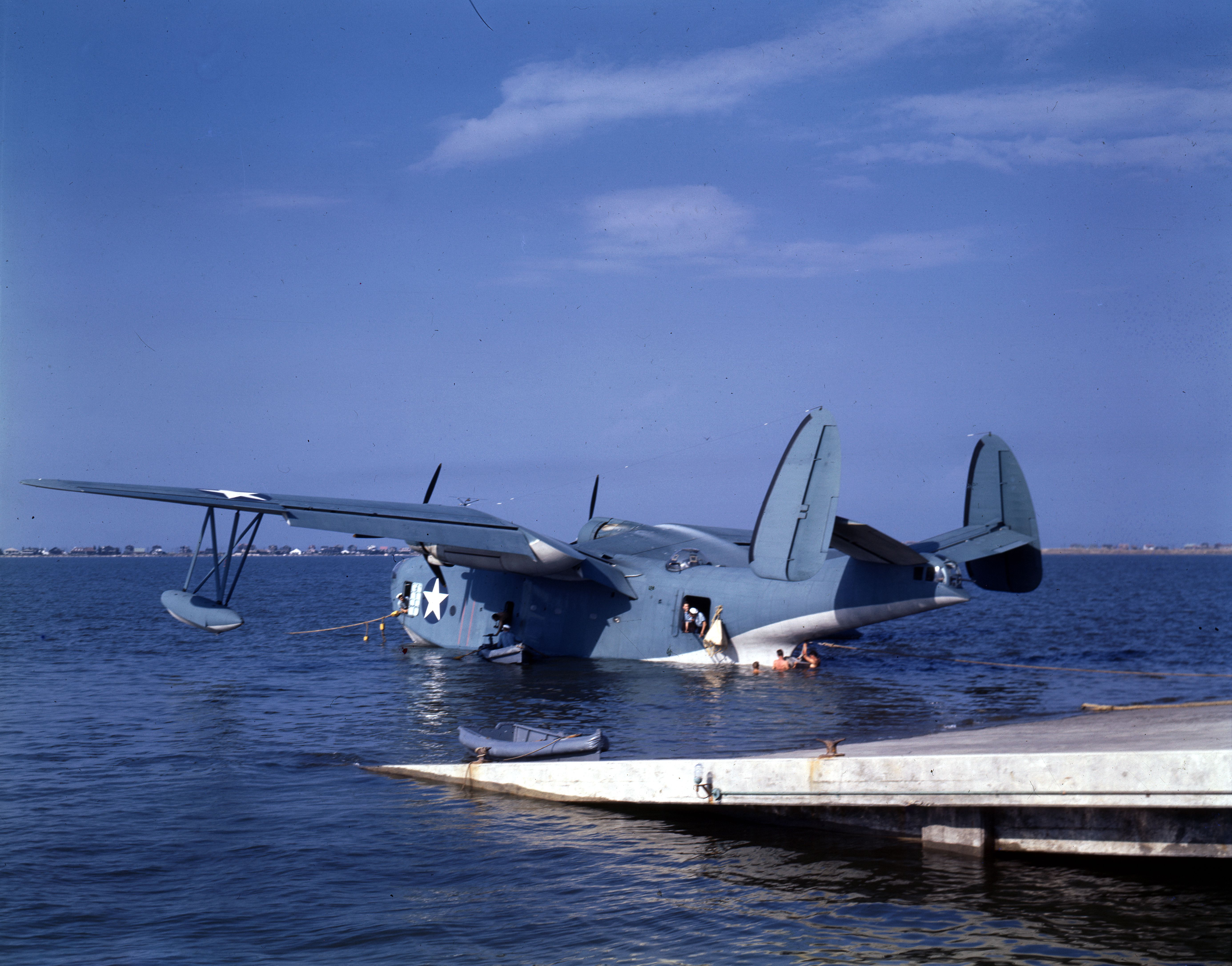
Martin PBM-3 Mariner

XPBM-1
Prototyp poháněný dvojicí pístových motorů Wright R-2600-6 s výkonem 1600 k (1193 kW). Postaven 1 letoun.
PBM-1
První sériová verze. 5× kulomet ráže 12,7 mm. Poháněný dvojicí motorů Wright R-2600-6. Postaveno 20 strojů.
XPBM-2
Druhý sériový stroj PBM-1 (BuNo 1247) upravený jako experimentální bombardér startující z katapultu. Postaven 1 letoun.
PBM-3
Vylepšená verze poháněná motory R-2600-12 s výkonem 1700 k (1268 kW). Postaveno 31 strojů, které byly posléze přestavěny na verzi PBM-3R.
- PBM-3B

Označení bývalých strojů RAF Mariner G.R. Mk 1 po jejich návratu k US Navy.
- PBM-3C

Vylepšená hlídková verze s dvojicí kulometů ráže 12,7 mm ve věžičkách na nose a hřbetě letounu a po jednom kulometu v ocasní věžičce a bočních pozicích. V krytu nad kokpitem byl umístěn radar AN/APS-15. Postaveno 273 strojů.
- XPBM-3D

Jeden sériový stroj PBM-3C (BuNo 6656) upravený jako prototyp letounu PBM-3D. Postaven 1 letoun.
- PBM-3D

Hlídkový bombardér poháněný dvojicí motorů R-2600-22 s výkonem 1900 k (1417 kW) a se zvětšenou výzbrojí (dvojice kulometů ve věžičkách na nose, hřbetu a ocase letounu a po jednom kulometu na bocích). Letouny měly zlepšené pancéřování a samotěsnicí palivové nádrže. Postaveno 259 strojů.
- XPBM-3E

Druhý sériový stroj PBM-3 (BuNo 6456) upravený jako prototyp letounu XPBM-3E s radarem AN/APS-15, které byly standardně montovány do letounů PBM-3C. Postaven 1 letoun.
- PBM-3R

Neozbrojená transportní verze letounu PBM-3 poháněná motory Wright Cyclone R-2600-12. Postaveno 18 nových strojů a dalších 31 bylo přestavěno z verze PBM-3.
- XPBM-3S

Prototyp letounu PBM-3S (BuNo 6693). Postaven 1 letoun.
- PBM-3S

Specializovaná verze pro boj proti ponorkám s redukovanou výzbrojí a pancéřováním, ale s prodlouženým doletem o 25 %. Bylo postaveno 94 nových strojů poháněných motory Wright Cyclone R-2600-12 a dalších 62 bylo přestavěno z jiných strojů.
PBM-4
Plánovaná verze s dvojicí motorů Wright R-3350 s výkonem 2700 k (2015 kW). Nebyla postavena.
XPBM-5
Prototypy letounů PBM-5. Postaveny 2 stroje.
PBM-5
Verze s dvojicí motorů Pratt & Whitney R-2800-34 s výkonem 2100 k (1566 kW). Postaveno 614 strojů.
- PBM-5E

Varianta letounu PBM-5 s radarem AN/APS-12. Verze sloužila pro testování elektronického vybavení. Postaveno 13 letounů.
- PBM-5G

Označení letounů přidělených k pobřežní stráži Spojených států.
- PBM-5M

Varianta určená k monitorování zkoušek raket.
- PBM-5N

Jeden letoun (BuNo 98606) určený pro službu za každého počasí. Postaven 1 letoun.
- PBM-5S

Protiponorková verze PBM-5 s vyhledávacím světlometem.
- PBM-5S2

Vylepšený protiponorkový letoun s upraveným radarem.
- XPBM-5A

Prototyp letounu (BuNo 59349) PBM-5A. Postaven 1 letoun.
- PBM-5A

Obojživelná verze letounu PBM-5 se zatahovatelným podvozkem příďového typu. Bylo postaveno 36 nových letounů s další 4 byly přestavěny.
Mariner G.R. Mk 1
Britské označení 32 letounů PBM-3C, které byly dodány RAF.

## Specifikace (PBM-3D)
Technické údaje pocházejí z publikace „PBM Mariner in action – Aircraft No. 74“.

### Technické údaje
- Posádka: 7–10
- Rozpětí: 35,97 m
- Délka: 24,01 m
- Výška: 8,48 m
- Nosná plocha: ? m²
- Plošné zatížení: ? kg/m²
- Prázdná hmotnost: 15 048 kg
- Max. vzletová hmotnost: 26 308 kg
- Pohonná jednotka: 2× hvězdicový motor Wright R-2600-22
- Výkon pohonné jednotky: 1 900 k (1 417 kW)

### Výkony
- Cestovní rychlost: ? km/h ve výšce ? m
- Maximální rychlost: 340 km/h (183 uzlů, 211 mph) ve výšce ? m
- Dolet: 3 605 km (2 240 mil)
- Dostup: 6 040 m (19 800 stop)
- Stoupavost: ? m/s

### Výzbroj
- 8× kulomet M2 Browning ráže 12,7 mm (po dvou ve věžičkách na nose, hřbetě a ocase letounu a po jednom na bocích letounu)
- 3 629 kg (8 000 liber) bomb nebo hlubinných pum nebo 2× torpédo Bliss-Leavitt Mark 13

## Uživatelé
Argentina

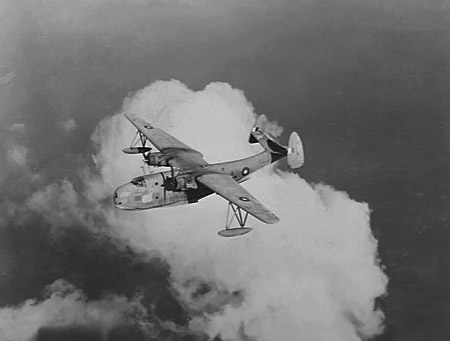
Australský (RAAF) Mariner v roce 1944

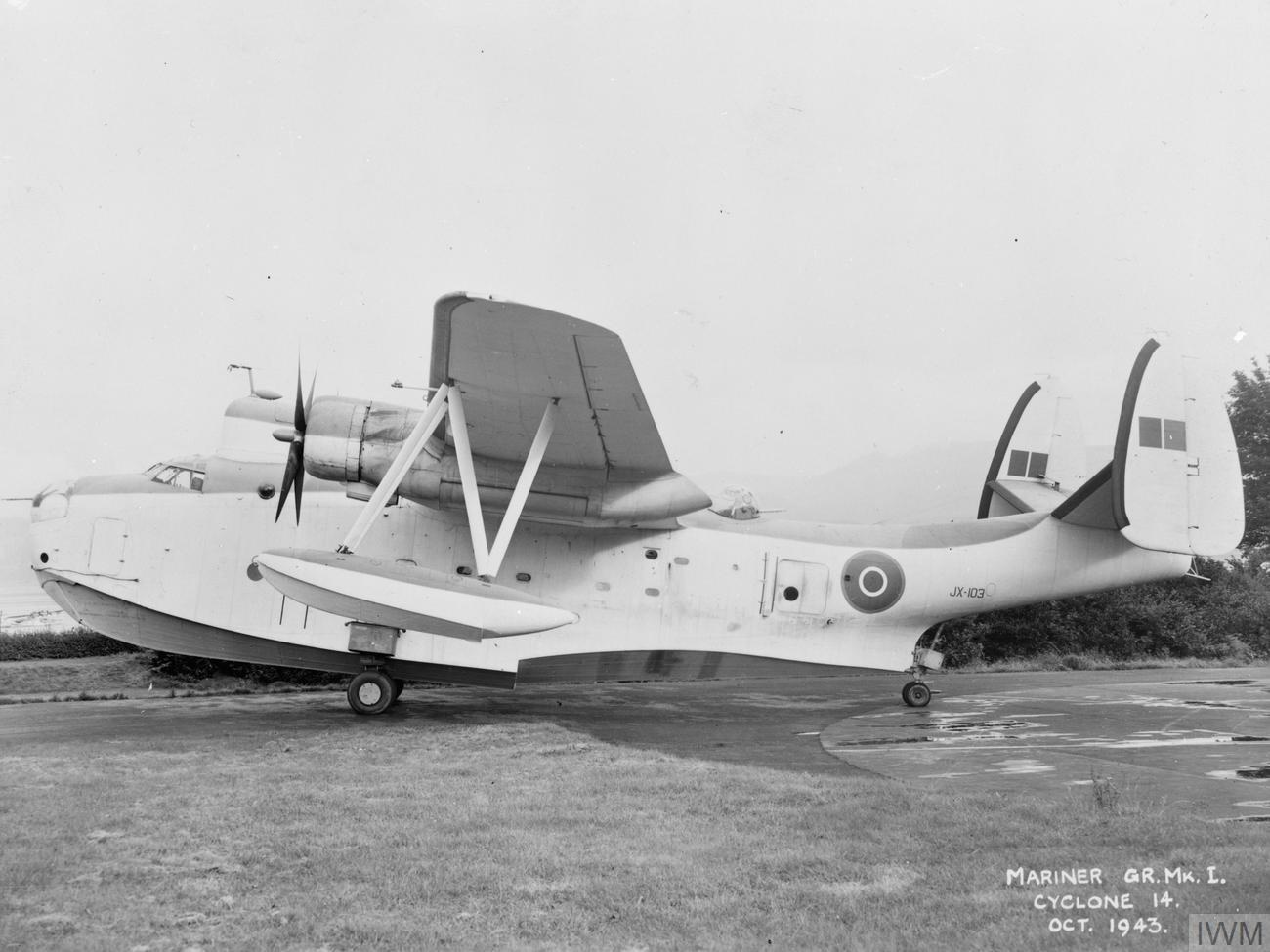
Mariner I Královského letectva (RAF) v Obanu ve Skotsku (říjen 1943).

- Argentinské námořnictvo – koupilo 9 letounů PBM během 50. let 20. století pro argentinské námořní letectvo. Poslední Mariner byl vyřazen v květnu 1962.[22]

 Austrálie
- Královské australské letectvo (RAAF) – provozovalo 12 letounů PBM-3R v rámci 40. a 41. perutě RAAF.

 Nizozemsko
- Nizozemské královské námořnictvo – provozovalo 15 letounů PBM v Nizozemské Nové Guineji (Papua) na základně Biak mezi roky 1955 a 1960.

 Spojené království
- Královské letectvo – objednalo 33 letounů, ale obdrželo jen 28 strojů. Nebyly zařazeny do služby.[23][24]

 Spojené státy americké
- Námořnictvo Spojených států – hlavní uživatel letounů.
- Pobřežní stráž Spojených států[10]

 Uruguay
- Národní námořnictvo Uruguaye – pořídilo 3 letouny PBM-5S2 v roce 1956, přičemž poslední byl stažen ze služby 3. února 1964.[25]